# يطروفة سويقية جرداء
يطروفة سويقية جرداء (الاسم العلمي:Jatropha scaposa) هي نوع من النباتات تتبع جنس اليطروفة من الفصيلة الفربيونية.